# فيديريكو فيرا
فيديريكو فيرا (بالإسبانية: Federico Vera) هو لاعب كرة قدم أرجنتيني في مركز الدفاع، ولد في 1998 في سانتا في في الأرجنتين. لعب مع Sportivo Las Parejas ‏.

## وصلات خارجية
- فيديريكو فيرا على موقع قاعدة بيانات كرة القدم.إي يو (الإنجليزية)
- فيديريكو فيرا على موقع Soccerway.com (الإنجليزية)